# Leopold Koppel

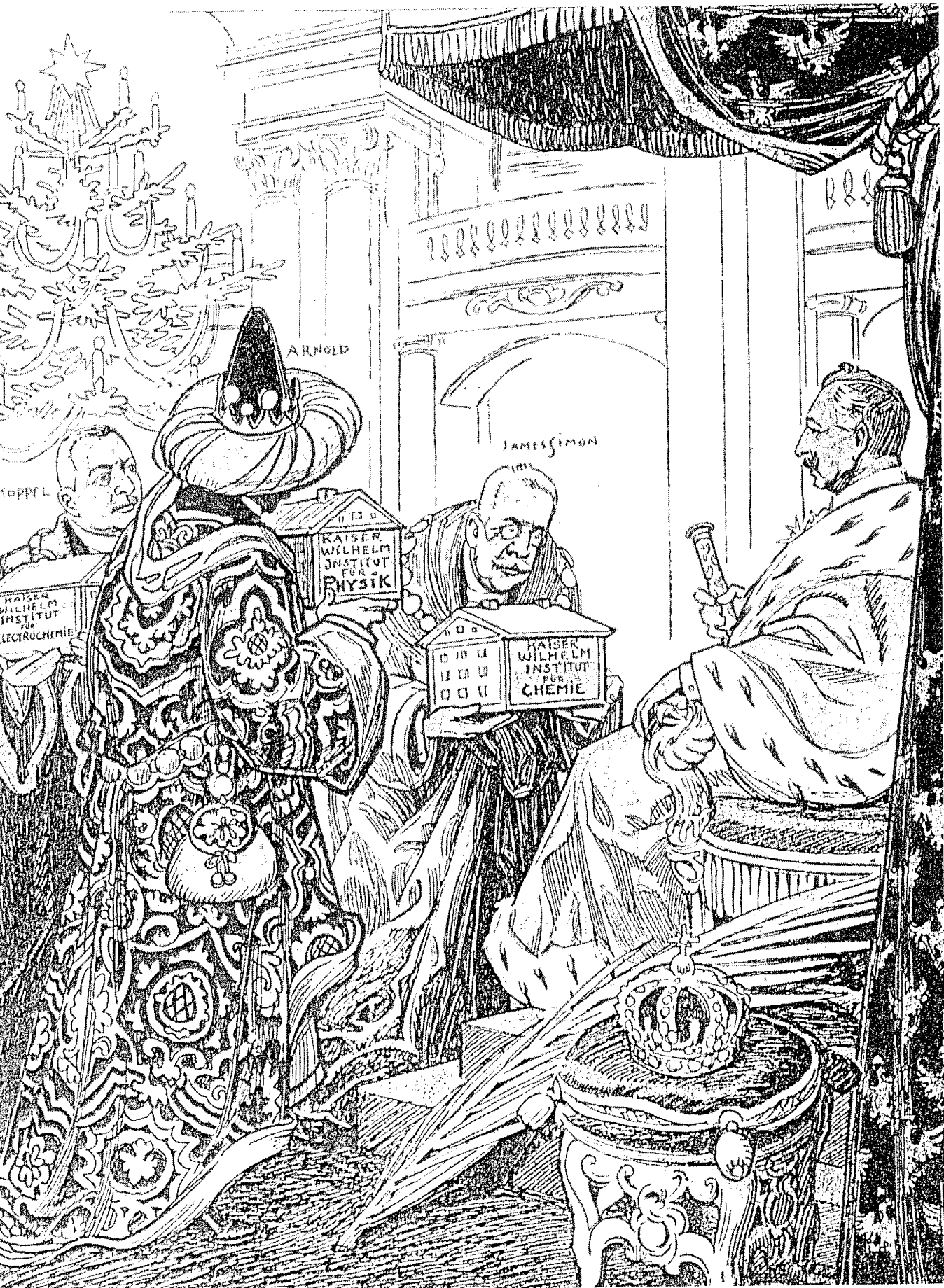
„Beim Friedensfürsten“, Leopold Koppel als Stifter des Kaiser-Wilhelm-Instituts für Elektrochemie (andere Stifter Eduard Arnhold und James Simon), anonyme Karikatur aus dem Jahr 1914

Leopold Koppel (* 20. Oktober 1854 in Dresden, Königreich Sachsen; † 29. August 1933 in Berlin) war ein bedeutender jüdischer Unternehmer und Bankier. Er war einer der wichtigsten Förderer von Wissenschaftseinrichtungen wie der Kaiser-Wilhelm-Gesellschaft zur Förderung der Wissenschaften und weiterer Institute in Berlin.

## Leben

### Ausbildungen und wirtschaftlicher Aufstieg
Leopold Koppel stammte aus einer einfachen jüdischen Familie. Der Vater Moritz Koppel lebte in Dresden, die Mutter Marie Kohn kam aus Deutsch Rust in Böhmen.
Leopold Ruppel besuchte des Gymnasiums in Dresden und absolvierte eine Banklehre. Danach machte er sich mit der Privatbank Koppel & Co. in Dresden selbständig.
1890 verlegte er das Geschäft nach Berlin, wo es sich ausgesprochen gut entwickelte. Als Geschäftssitz wurde sofort eine renommierte Lage gewählt: Unter den Linden 52. 1892 gründete Leopold Koppel zusammen mit dem Chemiker Carl Auer von Welsbach die Deutsche Gasglühlicht AG (Degea, auch DGA), deren Hauptfinanzier Koppel & Co. waren und bei welcher er auch den Aufsichtsratsvorsitz übernahm.
Daneben hatte Leopold Koppel Aufsichtsratsmandate in einer Reihe anderer Unternehmen inne, darunter in der Hotel-Betriebs-AG, welche die Berliner Nobelhotels Bristol, Central und Westminster betrieb, sowie in der von seinem Bruder Arthur Koppel (1851–1908) geführten Lokomotiv-Firma Arthur Koppel AG.
Leopold Koppel entwickelte sich durch sein erfolgreiches wirtschaftliches Engagement zu einem der reichsten Personen im Kaiserreich.
1906 erfolgte der Umzug des Bankhauses an den Pariser Platz 6, eine der vornehmsten Adressen in Berlin.
1918 wurden von der Auer-Gesellschaft (der Nachfolgerin der Deutschen Gasglühlicht-AG) die Osram-Werke mit der Produktion von elektrischen Glühlampen abgetrennt.

### Soziales Engagement und Wissenschaftsförderung
Seit 1891 gehörte Leopold Koppel der jüdischen Gesellschaft der Freunde an, die soziale Unterstützung anboten.
1903 schlug Leopold Koppel dem Deutschen Reich vor, 2,1 Millionen Mark für den Bau von Ledigenheimen zu stiften, um „dem Schlafstellenunwesen ein Ende zu bereiten“. Das Reich sollte einen gleich hohen Betrag als Hypothek zu günstigen Konditionen zuzahlen. Ziel der Initiative war es, den betroffenen Personenkreis „zur Abkehr von der Partei zu bringen, welche den Umsturz auf ihre Fahnen geschrieben hat“, also von den Sozialdemokraten. Das Projekt scheiterte an der Bedingung Koppels, „hierbei absolut incognito zu bleiben“, was staatlicherseits unerwünscht war.
1905 gründete Leopold Koppel anlässlich der Silberhochzeit Wilhelms II. die Koppel-Stiftung zur Förderung der geistigen Beziehungen Deutschlands zum Ausland (ab 1913 Leopold-Koppel-Stiftung) mit einem Grundkapital von 1.000.000 M. Diese Stiftung bezuschusste unter anderem die deutsche Medizinschule in Shanghai und die deutsche Hochschule in Tsingtau sowie ab 1913 das Gehalt für das neue Mitglied der Königlich-preußischen Akademie der Wissenschaften Albert Einstein. Noch herausragender war die Beteiligung am Aufbau der Kaiser-Wilhelm-Gesellschaft (KWG) ab 1911 und einiger ihrer Organe. Leopold Koppel unterstützte nicht nur als Fördermitglied die KWG als Ganzes, was sich in seiner Wahl zum Senator von 1911 bis 1933 widerspiegelte. Er stiftete zudem einen Einmalbetrag von 1.000.000 M zur Gründung des Kaiser-Wilhelm-Instituts für Physikalische Chemie und Elektrochemie sowie einen jährlichen Zuschuss für dessen Arbeit in Höhe von 35.000 M. Zur Gründung der Kaiser-Wilhelm-Stiftung für kriegstechnische Wissenschaft 1916 trug er durch eine Stiftung von 2.000.000 Mark in Form von Kriegsanleihen bei.

### Letztes Lebensjahr

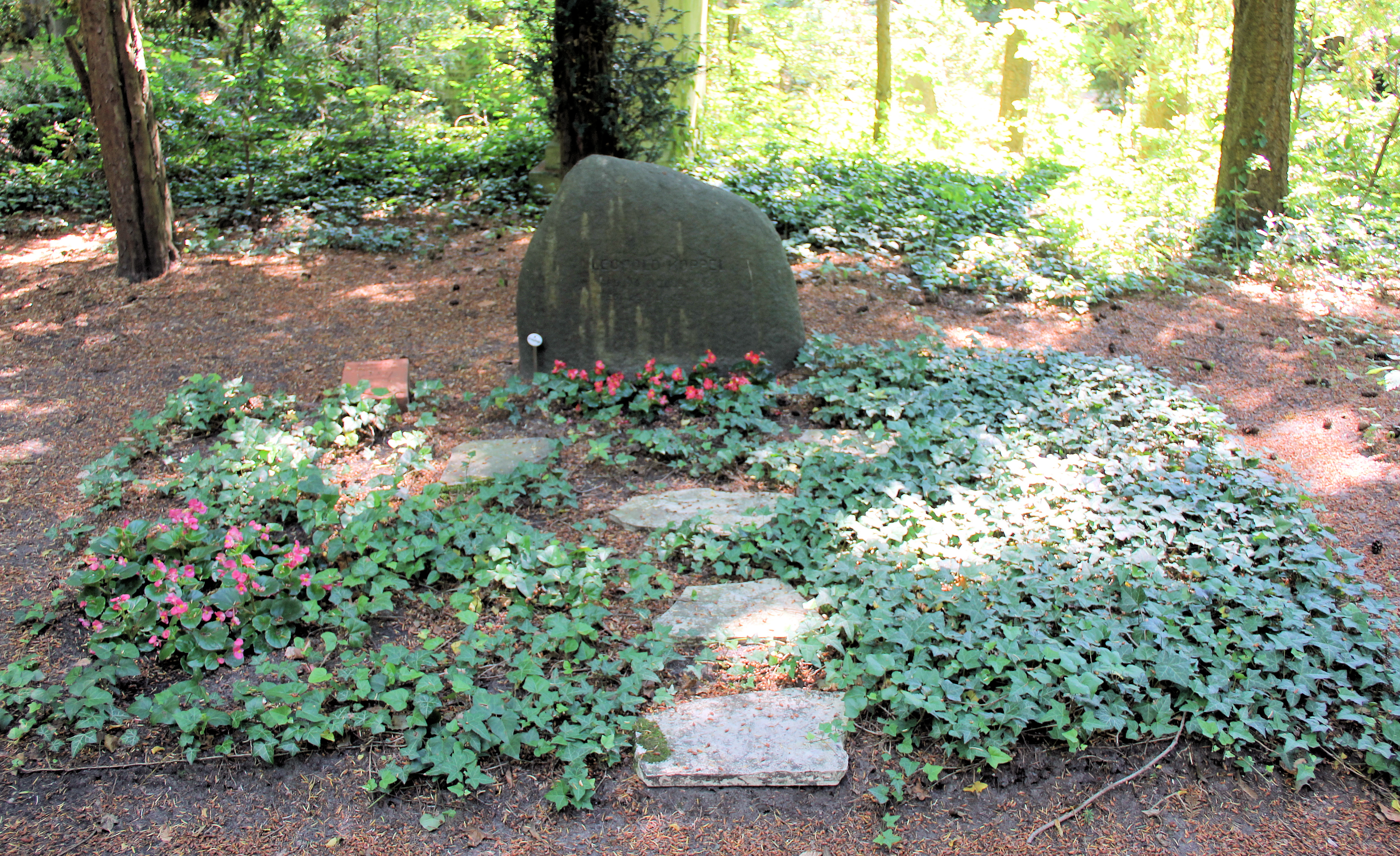
Ehrengrab, Thuner Platz 2–4, in Berlin-Lichterfelde

Leopold Koppel geriet gleich zu Beginn der NS-Herrschaft 1933 unter starken Druck. So musste er bereits im Mai 1933 aus dem Senat der Kaiser-Wilhelm-Gesellschaft ausscheiden.
Im August 1933 verstarb Leopold Koppel und wurde auf dem Parkfriedhof Lichterfelde beerdigt. Die Grabstätte war von 1964 bis 2014 ein Ehrengrab der Stadt Berlin.
Das von ihm begründete Bankhaus Koppel & Co. verschwand ca. 1934, entweder durch erzwungene Liquidation oder durch „Arisierung“.

### Ehrungen
- 1891 Ernennung zum Kommerzienrat
- 1900 Ernennung zum Geheimen Kommerzienrat
- Träger des Wilhelmsordens, als zweiter Vertreter des Wirtschaftsbürgertums in Berlin
- 1917 Goldene Leibniz-Medaille

## Charakterisierungen
Der Berliner Bankier Ernst von Mendelssohn-Bartholdy sandte 1905 auf offizielle Nachfrage eine subjektive Charakteristik an das preußische Kultusministerium: „Koppel gilt für äußerst befähigt und schlau. Geschäftliche Verbindlichkeiten sind stets prompt erfüllt worden, doch rät man, Abmachungen größerer Art lieber vor einem tüchtigen Rechtsanwalt abzuschließen. Sein Charakter soll sich mit der Steigerung des Vermögens verbessert haben.“

## Ehe und Nachkommen
Leopold Koppel war mit Klara Henriette Helene Halberstam († 1900 (?), begraben auf Jüdischem Friedhof Berlin-Weißensee) verheiratet. Sie hatten mehrere Töchter und einen Sohn.
- Elsbeth/Else Klotz (* 1882), emigrierte in den 1930/1940er Jahren in die Schweiz, lebte danach in Paris
- Käthchen (Katharina?) Koppel (* 1884)
- Gertrud Klotz (* 1886) emigrierte nach New York
- Albert Leopold Koppel (1889–1965) wurde Teilhaber im väterlichen Bankhaus, emigrierte in den 1930/40er Jahren in die Schweiz,  dann nach Toronto

## Kunstsammlung Koppel
In seiner Villa in der Rauchstraße 22 im Tiergartenviertel (Kauf 1893) hatte Leopold Koppel eine umfangreiche Sammlung mit Gemälden von Barockmalern wie Rembrandt, Peter Paul Rubens, van Dyck und anderen zusammengetragen. Sie wurde auf Rat Wilhelm von Bodes zusammengestellt.
Nach dem Tod von Leopold Koppel 1933 übernahm der Sohn Albert Leopold Koppel einen Großteil der Sammlung. Ihm gelang es, viele Werke nach New York auszuführen, wo sie teilweise verkauft wurden. Einige Gemälde erhielt unter anderen die Tochter Else Klotz und deren Nachkommen.

## Persönlicher Nachlass mit Fotografien
Ein Teil des persönlichen Nachlasses, vor allem mit Fotografien, befindet sich seit Oktober 2016 im Archiv der Max-Planck-Gesellschaft in Berlin-Dahlem.  Bis dahin waren keine Fotos von Koppel bekannt, er war lediglich auf der Karikatur „Beim Friedensfürsten“ abgebildet. Seit Dezember 2016 stehen die Dokumente für Nutzer zur Verfügung.